# تپه نودیه
تپه نودیه مربوط به دوره اشکانیان - دوره ساسانیان است و در شهرستان سرپل ذهاب، بخش مرکزی، دهستان قلعه شاهین، ۷۰۰ متری روستای نودیه واقع شده و این اثر در تاریخ ۲۷ اسفند ۱۳۸۷ با شمارهٔ ثبت ۲۶۴۵۵ به‌عنوان یکی از آثار ملی ایران به ثبت رسیده است.